# قداس الكنيسة

الخدمة الإلهية اللوثرية في الولايات المتحدة

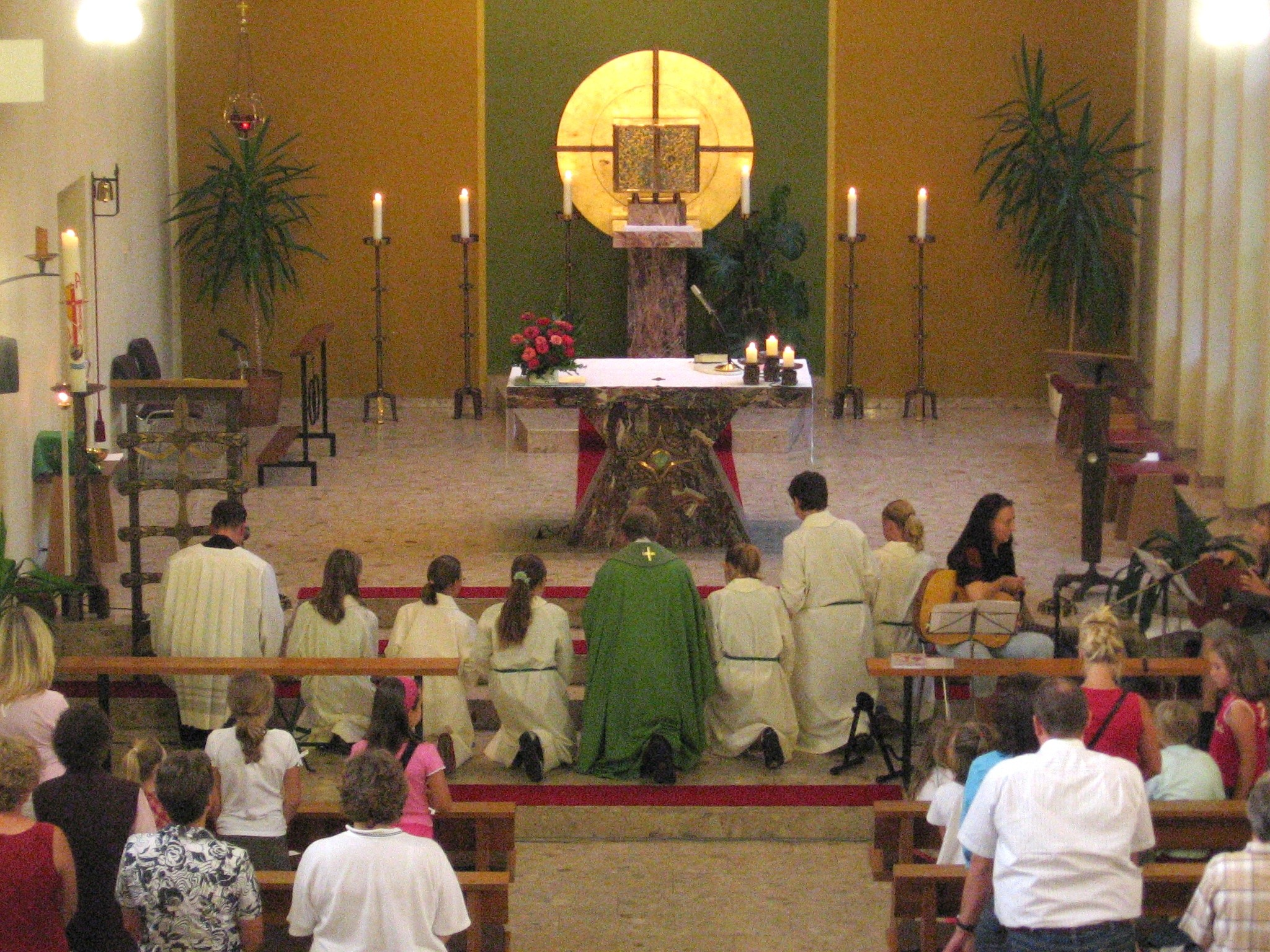
قداس كثليّ في كنيسة القديسة ماريا، سيهندي ، ألمانيا، 2009

قداس الكنيسة أو الصلاة العامة هي فترة رسمية من العبادة الجماعية المسيحية، وغالبًا ما تُعقد في مبنى الكنيسة. تكثر يومي الأحد أو السبت، ولكن ليس حصريًا، في حالة الكنائس التي تمارس السبتية في اليوم السابع. قداس الكنيسة هي تجمع المسيحيين ليتعلموا «كلمة الله» ( الكتاب المقدس) ويتشجعوا في إيمانهم. من الناحية الفنية، تشير كلمة «الكنيسة» في قداس الكنيسة إلى تجمع المؤمنين وليس إلى المبنى الذي يقام فيه. يرأس القداسات رجال الدين في معظم التقاليد المسيحية حيثما أمكن ذلك. تختلف أنماط القداسات اختلافًا كبيرًا، من التقاليد الأنجليكية والأرثوذكسية الشرقية والأرثوذكسية الشرقية والإصلاحية (الإصلاحية القارية والمشيخية) والروم الكثليين واللوثرية للعبادة الشعائرية إلى العبادة غير الرسمية التي تتميز ببعض تقاليد الكنيسة الحرة الشائعة بين الميثوديين والمعمدانيين. تقيم معظم الطوائف المسيحية خدمات الكنيسة في يوم الرب (حيث يقدم العديد منها قداديس صباح الأحد ومساء الأحد)؛ يقدم عدد من التقاليد قداسات مساء الأربعاء في منتصف الأسبوع أيضًا. في بعض الطوائف المسيحية، تُقام قداسات الكنيسة يوميًا، كتلك التي تُصلى فيها الساعات القانونية السبع، بالإضافة إلى تقديم القداس ، من بين أشكال العبادة الأخرى. بالإضافة إلى هذا, يحضر العديد من المسيحيين القداسات في الأيام المقدسة مثل عيد الميلاد وأربعاء الرماد والجمعة العظيمة وخميس الصعود من بين أعياد أخرى حسب الطائفة المسيحية.